# Skunksik
Skunksik (Spilogale) – rodzaj ssaków z podrodziny Mephitinae w obrębie rodziny skunksowatych (Mephitidae).

## Rozmieszczenie geograficzne
Rodzaj obejmuje gatunki występujące w Ameryce Północnej – od skrajnie południowej Kanady po Amerykę Centralną.

## Morfologia
Długość ciała (bez ogona) 19–37 cm, długość ogona 5,9–28 cm, długość ucha 1,8–3,3 cm, długość tylnej stopy 2–3,4 cm; masa ciała 150–997 g.

## Systematyka
Rodzaj zdefiniował w 1865 roku angielski zoolog John Edward Gray w artykule zatytułowanym Rewizja rodzajów i gatunków Mustelidae znajdujących się w Muzeum Brytyjskim, opublikowanym na łamach „Proceedings of the Zoological Society of London”. Gatunkiem typowym jest (oznaczenie monotypowe) skunksik plamisty (S. putorius).

### Etymologia
- Spilogale: gr. σπιλος spilos ‘cętka, plama’; γαλεη galeē lub γαλη galē ‘łasica’[8].
- Hemiacis: gr. ἡμι- hēmi- ‘pół-, mały’, od ἡμισυς hēmisus ‘połowa’; ακις akis, ακιδος akidos ‘punkt, igła’[9]. Gatunek typowy (oznaczenie monotypowe): Hemiacis perdicida Cope, 1869 (= Viverra putorius Linnaeus, 1758).

### Podział systematyczny
Do rodzaju należą następujące występujące współcześnie gatunki: 
| Grafika | Gatunek                | Autor i rok opisu  | Nazwa zwyczajowa     | Podgatunki         | Rozmieszczenie geograficzne | Podstawowe wymiary                                | Status IUCN |
| ------- | ---------------------- | ------------------ | -------------------- | ------------------ | --- | ------------------------------------------------- | ----------- |
|         | Spilogale putorius     | (Linnaeus, 1758)   | skunksik plamisty    | gatunek monotypowy | endemit Stanów Zjednoczonych: na wschód od rzeki Missisipi do Niziny Atlantyckiej, na północ przez Appalachy, na południe do półwyspu Floryda                                                                                  | DC: 19–33 cm DO: 8–28 cm MC: 207–885 g            | VU          |
|         | Spilogale interrupta   | (Rafinesque, 1820) |                      | gatunek monotypowy | Stany Zjednoczone na Wielkich Równinach na wschód do rzeki Missisipi, na północ marginalnie do Kanady (południowo-wschodnia Manitoba i południowo-zachodnie Ontario), na południe do północno-wschodniego Meksyku (Tamaulipas) | DC: 19–33 cm DO: 8–28 cm MC: 207–885 g            | NE          |
|         | Spilogale yucatanensis | Burt, 1938         |                      | gatunek monotypowy | Meksyk (cały obszar półwyspu Jukatan), Belize i północna Gwatemala; południowe granice zasięgu niepewne | DC: 16,6–18,5 cm DO: 10,4–11,5 cm MC: brak danych | NE          |
|         | Spilogale gracilis     | C.H. Merriam, 1890 | skunksik smukły      | gatunek monotypowy | południowo-zachodnia Kanada, wzdłuż zachodnich Stanów Zjednoczonych do Meksyku (Półwysep Kalifornijski), w głąb lądu na wschód do Wielkich Równin, na południe do Wyżyny Kolorado, Channel Islands                             | DC: 27–37 cm DO: 8,5–21 cm MC: 255–997 g          | LC          |
|         | Spilogale leucoparia   | C.H. Merriam, 1890 |                      | gatunek monotypowy | południowo-zachodnie Stany Zjednoczone (od Gór Skalistych, na wschód od rzeki Kolorado i pustyni Mojave do Wielkich Równin) na południe do środkowego Meksyku                                                                  | DC: 24–37 cm DO: 8,5–21 cm MC: 255–997 g          | NE          |
|         | Spilogale angustifrons | A.H. Howell, 1902  | skunksik wąskoczelny | gatunek monotypo   | południowy Meksyk (na południe od Kordyliery Wulkanicznej), Gwatemala, Salwador, Honduras i Nikaragua na południe do środkowej Kostaryki; zakres wysokości: 0–2800 m n.p.m.                                                    | DC: 20–25 cm DO: 8–28 cm MC: 207–885 g            | LC          |
|         | Spilogale pygmaea      | O. Thomas, 1898    | skunksik miniaturowy | 3 podgatunki       | endemit Meksyku: wybrzeże Oceanu Spokojnego w Sinaloa, Nayarit, Jalisco, Colima, Michoacán, Guerrero i Oaxaca; zakres wysokości: 0–1630 m n.p.m.                                                                               | DC: 19–21 cm DO: 5,9–7,3 cm MC: 150–320 g         | VU          |

Kategorie IUCN:  LC  – gatunek najmniejszej troski,  VU  – gatunek narażony;  NE  – gatunki niepoddane jeszcze ocenie.
Opisano również gatunki wymarłe:
- Spilogale marylandensis Gidley & Gazin, 1933[12] (Ameryka Północna; plejstocen).
- Spilogale microdens Dalquest, 1978[13] (Ameryka Północna; pliocen).
- Spilogale pedroensis Gazin, 1942[14] (Ameryka Północna; kenozoik).
- Spilogale rexroadi Hibbard, 1941[15] (Ameryka Północna; pliocen).